# Liste des évêques de Fort Portal
Liste des évêques de Fort Portal
(Dioecesis Arcis Portal)
L'évêché de Fort Portal (en), en Ouganda, est créé le 21 février 1961, par détachement de celui de Mbarara.

## Sont évêques
- 21 février 1961-16 novembre 1972 : Vincent McCauley (Vincent Joseph McCauley)
- 16 novembre 1972-17 juin 1991 : Serapio Magambo (Serapio Bwemi Magambo)
- 17 juin 1991-18 mars 2003 : Paul Kalanda (Paul Lokiru Kalanda)
- depuis le 18 mars 2003 : Robert Muhiirwa

## Sources
- L'ANNUAIRE PONTIFICAL, sur le site http://www.catholic-hierarchy.org, à la page